# Ibn Wahschiyya

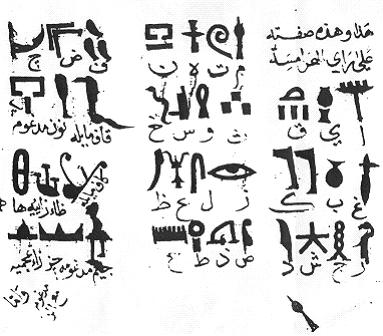
Ibn Wahschiyyas versuchte Deutung der antiken ägyptischen Hieroglyphen

Ibn Wahschiyya (arabisch أبو بكر أحمد بن علي بن قيس, DMG Abū Bakr Aḥmad b. ʿAlī ibn Qais, genannt Ibn Wahschiyya / ابن وحشية / Ibn Waḥšīya; * im 9. Jahrhundert in Qusayn nahe Kufa im heutigen Irak) war ein irakischer Alchemist, Agrarwissenschaftler und Toxikologe.
Ibn an-Nadīm berichtet in seinem enzyklopädischen Werk Kitab al-Fihrist von zahlreichen Werken die Ibn Wahschiyya selber geschrieben hat oder aus alten Büchern übersetzte.
Sein Buch al-Filāḥa an-Nabaṭiyya (Nabatäische Landwirtschaft) über die Landwirtschaft, welches aus Quellen des dritten bis neunten Jahrhundert aus chaldäaischen und babylonischen Schriften geschrieben wurde, gilt als eines der einflussreichsten muslimischen Werke zu diesem Thema. Es behandelt nicht nur die Landwirtschaft, sondern auch Hexerei und Okkultismus.
Ein weiteres Ibn Wahschiyya zugeschriebenes Buch, das Šauq al-mustahām fī maʻrifat rumūz al-aqlām beschäftigt sich mit der Deutung verschiedener Schriften, unter anderem der ägyptischen Hieroglyphen. 2004 stellte der Ägyptologe Okasha El-Daly die These auf, dass Ibn Wahshiyya in diesem Buch die Lautwerte verschiedener Hieroglyphen korrekt identifiziert habe und damit als ein früher Entzifferer der Hieroglyphenschrift gelten müsse. Diese These erregte beachtliche Medienaufmerksamkeit, ist aber nicht unwidersprochen geblieben, da die Zahl der versuchten Identifikationen größtenteils inkorrekt war.